# Muse (Pensilvania)
Muse es un lugar designado por el censo ubicado en el condado de Washington en el estado estadounidense de Pensilvania. En el Censo de 2010 tenía una población de 2504 habitantes y una densidad poblacional de 1.003,82 personas por km².

## Geografía
Muse se encuentra ubicado en las coordenadas 40°17′32″N 80°12′20″O / 40.29222, -80.20556. Según la Oficina del Censo de los Estados Unidos, Muse tiene una superficie total de 4.01 km², de la cual 4.01 km² corresponden a tierra firme y (0%) 0 km² es agua.

## Demografía
Según el censo de 2010, había 2504 personas residiendo en Muse. La densidad de población era de 1.003,82 hab./km². De los 2504 habitantes, Muse estaba compuesto por el 96.53% blancos, el 1.4% eran afroamericanos, el 0.16% eran amerindios, el 0.96% eran asiáticos, el 0% eran isleños del Pacífico, el 0.04% eran de otras razas y el 0.92% pertenecían a dos o más razas. Del total de la población el 0.64% eran hispanos o latinos de cualquier raza.